# Micranthicus brachypterus
Micranthicus brachypterus es una especie de coleóptero de la familia Anthicidae.

## Distribución geográfica
Habita en Australia.